# 孔家木桥路
孔家木桥路是位於中國上海市靜安區的一條道路，道路北起中興路，南至太陽山路。道路西側是上海长途客运总站，東面是上海火車站北廣場。道路全长89米，宽36米。

## 歷史
道路所在地曾經有一個名叫孔家木橋的木桥，橋北曾經是一個名叫有孔家木桥的自然村。道路原本是1米宽的泥路，1920年拓宽成煤渣石子路，並且命名孔家木桥路。中華人民共和國建国后，改为柏油路。1987年再度拓宽。